# Аулофорус

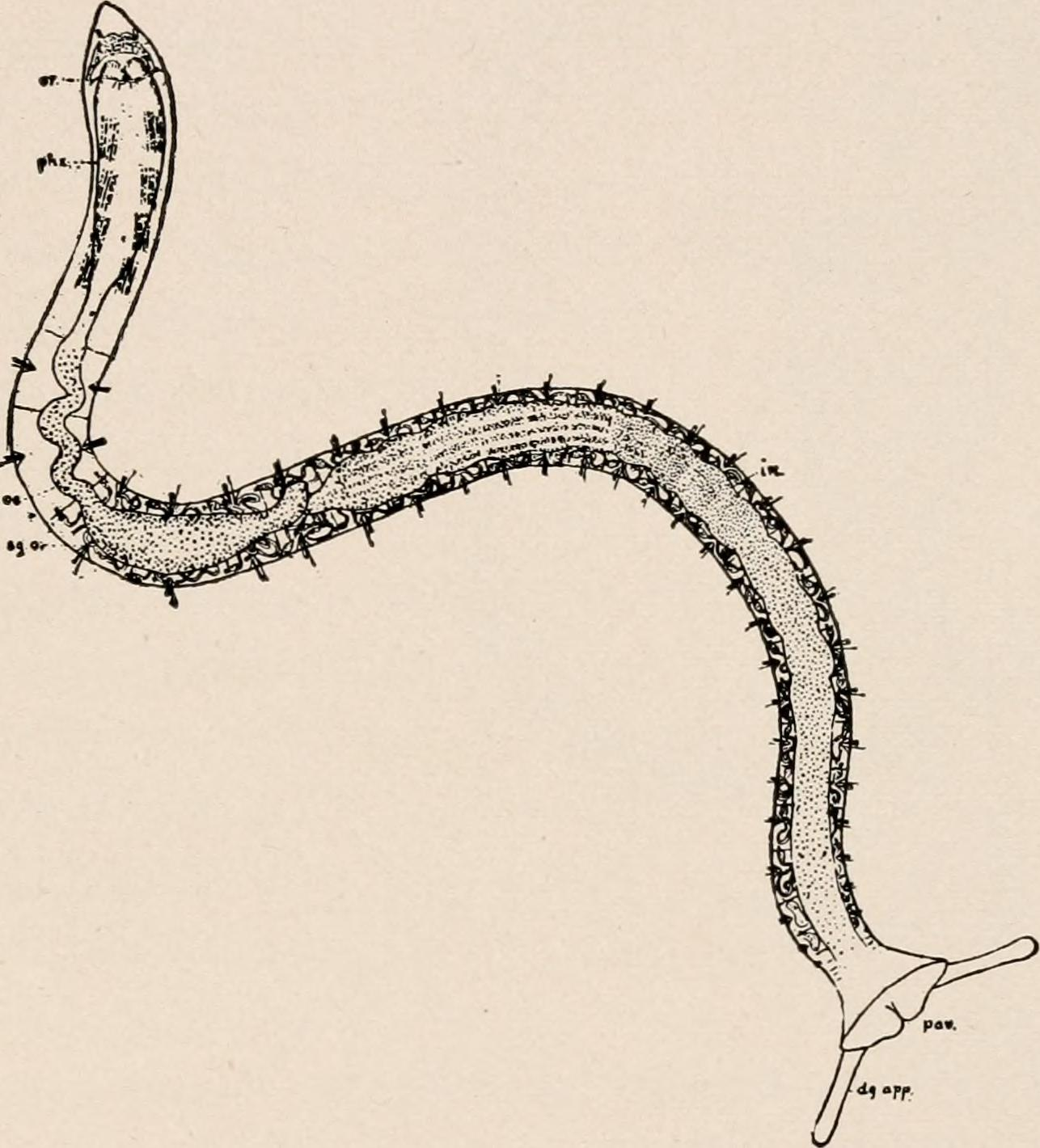

Аулофорус (Водяна змійка; лат. Dero furcata) — вид прісноводних малощетинкових черв'яків з родини Naididae. Представники виду розмножуються майже виключно безстатевим шляхом.

## Біологія і поширення
Дорослий черв'як має довжину 15-20 мм, товщину 0.2-0.3 мм. Проживає в замулених водоймах, при нестачі кисню піднімається до поверхні, рухаючись коливанням тіла (за що отримав назву Водяна змійка). Витримує сильне забруднення води органікою, у зв'язку з чим набув поширення в акваріумістиці та як домашня кормова культура. У невеликій кількості зустрічається у всіх прісних водоймах у кліматичних зонах від помірної до тропічної.

## Розмноження
Основний спосіб розмноження — вегетативний, вельми характерний для багатьох черв'яків. У дорослої (що досягла довжини 1-2 см) особини на тілі утворюються додаткові ротові отвори, через які відбувається відділення нових особин. Таким чином найчастіше популяція черв'яка (особливо при домашньому культивуванні) являє собою масу клонів загального предка. Статеве розмноження відбувається рідко.

## Штучне розведення
У плоску ємність з великою поверхнею і глибиною води 5-10 см поміщаються плаваючі на поверхні «годівниці» — сітчасті садки з нарізаним скибочками кормом для хробаків (крупа «Геркулес», овочі і трава, що не закисають — морква, диня, кабачок, кропива і т.п.). Жорсткі овочі та траву попередньо заморожують, потім обдають окропом. Бажано перемішування води (аерація), для кращого виходу потрібні максимально часті підміни води або протока. В умовах слабкої протоки з ємності 20-25 л можна отримувати приріст біомаси до 300 г/добу. Вода для підміни або протоки має бути добре відстояною або з акваріума.